# ジェイムズ・ケンパー
ジェイムズ・ローソン・ケンパー（英: James Lawson Kemper、1823年6月11日-1895年4月7日）は、アメリカ合衆国バージニア州出身の弁護士であり、南北戦争の時の南軍将軍、およびその後のバージニア州知事である。ゲティスバーグの戦いにおける有名なピケットの突撃のとき、最も若い旅団長であり、唯一職業軍人ではない士官だった。このときに負傷して捕虜になったが、救出された。

## 生涯

### 初期の経歴
ケンパーはバージニア州マディソン郡マウンテン・プロスペクトで、ウィリアムとマリア・E・アリソンのケンパー夫妻の息子として生まれた。兄にはケンパー士官学校の創設者フレデリック・T・ケンパーがいた。祖父はアメリカ独立戦争のときにジョージ・ワシントン将軍の参謀として仕えたが、ケンパー自身は実質的な軍事訓練を受けたことが無かった1842年にワシントン大学（現在のワシントン・アンド・リー大学）を卒業し、弁護士になった。
米墨戦争が始まった後で、ケンパーはアメリカ陸軍に入隊し、大尉になり、第1バージニア歩兵連隊の補給係将校助手となったが、入隊したのが遅すぎて（1847年）、実戦に参加することは無かった。1858年までにバージニア民兵隊の准将となった。
ケンパーは1853年にバージニア州議会議員に選出された。軍事問題委員会の委員長になり、州兵の軍備を強く主張する者となった。1861年早く、州議会議長となり、これを1863年1月まで務めた。議長としての任期の大半は南軍での従軍期間とも一致していた。

### 南北戦争
南北戦争が始まると、バージニア暫定軍の准将として従軍し、続いて南軍の大佐となって1862年5月からは第7バージニア歩兵連隊を指揮した。その連隊は1861年6月から1862年3月まで南軍ポトマック軍ジェイムズ・ロングストリート少将師団のA・P・ヒル准将旅団につけられた。初陣は第一次ブルランの戦いだった。半島方面作戦のセブンパインズの戦いで勇敢な功績を残した後で、1862年6月3日に准将に昇進し、短期間ロングストリート軍団の師団長を務めた。負傷していたジョージ・ピケット少将が任務に復帰した時に旅団長に戻り、これが戦場における最高位になった。
第二次ブルランの戦いでは、ケンパーの旅団が北軍左側面に対するロングストリートの急襲に参加し、北軍ジョン・ポープ少将のバージニア軍をほとんど破壊するところまで行った。アンティータムの戦いでは、シャープスバーグの町の南に配置され、1862年9月17日午後の北軍アンブローズ・バーンサイド少将による猛攻に耐えた。ケンパーは南軍の右側面を北軍に曝す形で北軍前面にいたその旅団を後退させることになり、ハーパーズ・フェリーから急行したA・P・ヒル師団の到着でやっと救われた。
フレデリックスバーグの戦いでは、ケンパー旅団は予備隊に留め置かれた。1863年、その旅団はロングストリート軍団ピケット師団に付けられたので、軍団がサフォークでの任務に派遣されたためにチャンセラーズヴィルの戦いには参戦できなかった。しかし、その軍団はゲティスバーグ方面作戦には間に合うように北バージニア軍に戻った。
ゲティスバーグの戦いの時、ケンパーは戦闘の2日目、1863年7月2日遅くにピケット師団のところに到着した。その旅団は3日目のピケットの突撃で主力攻撃隊の一つとなり、ピケットの前線の右翼を進んだ。エミッツバーグ道路を越えた後で、その旅団は2個バーモント連隊からの側面銃撃を受けて左に振られ、襲撃隊に固まっていくことができなくなった。ケンパーは鐙の上で伸び上がり、「大砲がある、若者よ、あれに向かえ」と叫んで兵士達に前進を促した。
この虚勢がケンパーを見やすい標的にしてしまったので、ケンパーは腹から太腿への銃弾を受けて負傷し、北軍兵に捕らえられた。しかし直ぐに第1バージニア連隊のリー・ブラントン軍曹に救出され、セミナリーリッジの南軍前線に運ばれた。ロバート・E・リー将軍はケンパーが担架で運ばれて来るのに遭遇し、その傷の具合を尋ねた。ケンパーは致命傷だと思うと答えた。ケンパーはリーが「その日の師団の働きに十分正当な評価をする」よう求めた。南軍がゲティスバーグから撤退する間に、ケンパーは再度北軍に捕まえられた。1863年9月19日には北軍チャールズ・K・グラハムとの捕虜交換で釈放された。戦争の残り期間、ケンパーは戦闘に耐えられる状態ではなく、バージニア州の予備役軍を指揮した。1864年9月19日には少将に昇進した。

### 戦後
ケンパーはゲティスバーグで負傷したときの弾丸を取り出せていなかったので、残りの人生では脚の付け根の痛みに苦しめられた。戦後は弁護士として働き、レコンストラクションの終わった1874年1月1日から1878年1月1日までバージニア州知事を務めた。歴史家ロバート・R・ジョーンズは、ケンパーや同じような志を抱いた保守派は、歴史家達が認めるよりも反黒人的でなく、十分な認識を与える人種政策を実行したと主張している。バージニア州のリディーマー（アメリカ合衆国南部で共和党支配に対抗して政治支配を取り戻した民主党保守派）は、C・ヴァン・ウッドウォードが保守派哲学と定義したものに一致する人種関係を作り上げようとした。ジョーンズは、ケンパーやバージニア州のリディーマーがウェイド・ハンプトンなど他の保守派哲学の賛同者と共に歴史に残る価値があると結論付けている。
ケンパーはバージニア州オレンジ郡ウォルナットヒルズで死に、そこの家族墓地に埋葬されている。

## 大衆文化の中で
1993年の映画『ゲティスバーグ』とその2003年の続編『神と将軍』では、俳優ロイス・D・アップルゲイトがケンパーを演じた。